# 石井則仁
石井 則仁（いしい のりひと、1984年9月25日 - ）は日本の舞踏家、振付家。東京都出身。キュレーションカンパニーDEVIATE.CO芸術監督、舞踏カンパニー山海塾所属。

## 略歴
1984年、柔道家の父と剣道家の母のもとに生まれ、東京都足立区にて青少年時代を過ごす。
小学1年生から高校1年生までの剣道を10年間続ける。剣道2段取得。
高校1年生の冬、路上でのブレイクダンスを始め、高校3年時にはCLUBイベントでShow timeに出始める。
高校卒業後、学校法人東京アナウンス学院ダンスパフォーマンス科に入学し、オールジャンルのダンスを学ぶ。1年で中退したのち、チームとして活動し。様々なダンスコンテストにて入賞。後に、スガシカオの「コノユビトマレ」(プロモーションビデオ出演)・中村美津子の「夜もすがら踊る石松」(バックダンサー)・坂本冬美のNHK紅白歌合戦(バックダンサー)などに出演する。
2005年(20歳)の時に、コンテンポラリーダンスに出会い、衝撃を受ける。
2006年(21歳)で活動場所を舞台空間に移行。
Nomade'~s・BABY-Q(現 ANTIBODIES Collective)・大橋可也＆ダンサーズ・辻本知彦など国内外の公演や故蜷川幸雄や宮本亜門の演劇作品。活動の中でコンテンポラリーダンサー 辻本知彦に師事。
麿赤兒率いる大駱駝艦の合宿に参加後、天に向かって踊るバレエやバレエから進化していったコンテンポラリーダンスよりも、剣道で培ってきた腰を落とし、すり足で踊る舞踏にはまっていく。
2010年(25歳)からコンテンポラリーダンスの殿堂と呼ばれるパリ市立劇場を創作拠点とし、世界45カ国のべ700都市以上で公演をしている舞踏カンパニー山海塾に在籍し27カ国75都市以上(2021年まで)で公演を行う。
2013年には山海塾が国際交流基金賞を受賞。
2007年よりソロ活動を開始。現代人の肉体に宿る狂気と普遍性のある美を軸に作品を創作。人間の心理に働きかけ、社会の真理を問う舞台芸術作品を作り続ける。
2012年、DEVIATE.CO(キュレーションカンパニー)を立ち上げる。海外のアーティストを招聘し、数々のプロジェクトを主催する。
2013年 ソウルインターナショナルコレオグラフィーフェスティバルにて当時の総合準優勝のJury prizeを受賞。その後、韓国・イスラエル・シンガポールなど多くの国で再演をおこなう。2015年に同フェスティバルにて総合準優勝のSCFアワードを受賞。初の2度受賞という快挙を遂げる。
2013年、自身のイスラエル公演の為、まだ日本では馴染みのなかったクラウドファンディングを行い、成功を収める。コンテンポラリーダンスや舞踏の業界では最初の成功事例になる。「衝撃を与え続けるダンス作品「SAMON」ソウル公演を応援して下さい!!」
ストリートダンスの身体構造を混ぜたコンテンポラリーダンスや舞踏のワークショップをマレーシア・韓国・シンガポール・ブルガリアなど国内外にて多数おこなう。
2015年から2017年の間、韓国のDesignare Movementのレジデンスアーティストになる。
2017年より空間美術展&舞踏公演「がらんどうの庭」を開催。松本・札幌にて行い続け、2020年には長野県松本市の松本PARCOにて開催。舞踏作品「がらんどうの庭」はスペインでも公演を行う。
2020年には、第30回格子欠陥フォーラム（湊丈俊（京都大学・自然科学研究機構分子科学研究所）などが企画・運営）にて、東京大学の溝口照康らと共に、格子欠陥の概念から作成した舞踏作品 「ΔG＝ΔH - TΔS -未知の潮流-」 を公開し、学術界に反響を呼んだ。
2021年、元バレエダンサーの草刈民代が芸術監督を務めた「CHAIN of INFINITY」公演に振付家として参加。舞踏の新しい一面を提示すると共に、多大な評価を得る。同年、クラウドファンディング「コロナで疲れたこころ。アートで埋めませんか？」プロジェクトを発足。開始44時間で目標金額を達成し。次々とネクストゴールを達成し、目標金額300%を達成し終了する。
職種を超え、海外のカルチャー雑誌のモデルやブランドのモデル、物理学の格子欠陥協会や日本触覚協会、SMの緊縛など、様々な業種とコラボレーションし舞踏の認知拡大・活動場所の開拓をしている。

## 受賞
Seoul International Choreography Festival 2013 「SAMON」 Jury Prize
Seoul International Choreography Festival 2015 「AFTERGLOW」 SCF Award

## 出演

### 2025
- 舞踏石井組新作公演 -くり返される歩行-「円環の庭」（会場：オメガ東京 / 東京）[3]
- ワカバコーヒー「喫人舞踏会」（会場：高架下空き倉庫 / 東京）[4]

### 2024
- Project Lotus idea「白/道」（会場：other / 福岡）[5]

### 2023
- 舞踏「unveil」（会場：Art Space呼応co-oh / 東京）[6]

### 2020
- 第30回格子欠陥フォーラム「ΔG＝ΔH - TΔS -未知の潮流-」
- 「About Death」(会場：UrBANGUILD / 京都)
- 山海塾「UNETSU」(会場：Teat Champs Fleuri / レユニオン島)
- ダンストラック 康本雅子作品「ピンク左論」(会場：高輪ゲートウェイ駅前特設会場 / 東京)
- 石井則仁舞踏ダンス合宿 in 神戸
- 日本高校ダンス部選手権 夏の公式全国大会 審査員
- 康本雅子作品「ピンク左論」(会場：UrBANGUILD / 京都)
- 空間美術展＆舞踏公演「がらんどうの庭」(会場：Agt / 北海道)
- 「About Death」(会場：Agt / 北海道)
- 空間美術展＆舞踏公演「がらんどうの庭」(会場：松本PARCO / 長野)
- 山海塾「HIBIKI」(会場：北九州芸術劇場 / 福岡)
- 山海塾「ARC」(会場：びわ湖ホール / 滋賀)
- 即興公演「舞踏間音」(会場：BAR Aquavitae / 長野)
- 新春公演 舞い響く寿ぎの系譜「操三番叟」(会場：六本木 妙善寺 / 東京)

### 2019
- 舞踏「地獄」小樽・余市公演 (北海道)
- ハノイ国際交流基金主催 J-Dance vol.2 「操三番叟」
- 山海塾「ARC」「MEGURI」「UTSUSHI」南米北米ツアー
- 「About Death」(会場：UrBANGUILD / 京都)
- 黒藤院「合わせ鏡」(会場 : 黒部市国際文化センターコラーレ / 富山)
- Seoul International Dance Festival in TANK「聖なる歪み」(会場：ソウル / 韓国)
- SHOKKAKU2019 「がらんどうの庭」(会場：京都大学 / 京都)
- 中国ADCC生活芸術院主催来日交流会「がらんどうの庭」(会場：UrBANGUILD / 京都)
- 空間美術展＆舞踏公演 「がらんどうの庭」(会場：池上邸 蔵 / 松本)
- Antibodies Collective × tactileBOSCH（会場：京都大学西部講堂 / 京都）
- 山海塾「ARC」「UTSUSHI」フランスツアー
- 縄文太鼓奏者 茂呂剛伸後援会 「縄文」(会場：渡辺淳一文学館 / 北海道)
- 東アジア文化都市2019豊島 日中文化交流企画 「操り三番叟」(会場：目白庭園 / 東京)
- ダンス企画JUST DANCE「JUST」(会場：Yise / 広島)
- 山海塾「ARC」(会場：北九州芸術劇場 / 福岡)
- Antibodies Collective 「cassette 100」（会場：神奈川芸術劇場 / 神奈川）

### 2018
- 12月 日本国際交流基金ベトナム日本文化交流センター主催 日越外交関係樹立45周年記念文化交流行事 J-Dance 「AFTERGLOW」 （会場：ハノイ / ベトナム）
- 山海塾「TOBARI」上海・北京ツアー
- Antibodies Collective 「エントロピーの楽園」（会場：犬島 / 岡山）
- 単独ヨーロッパツアー リトアニア・スペイン・イギリス
- 山海塾「MEGURI」「UTSUSHI」ドイツ・イタリアツアー
- 黒藤院「御華束」(会場 : 黒部市国際文化センターコラーレ / 富山)
- 空間美術展＆舞踏公演 「がらんどうの庭」 (会場：池上邸 / 松本)
- 演劇「怪物」総合デザイン・振付担当 (会場：上土劇場 / 松本)
- 齋藤智仁 123展 「がらんどうの庭」(会場：トウオン・カフェ / 北海道)
- 舞踏Bar (会場 : Conte Sapporo) / 北海道)
- 北海道舞踏フェスティバル2018 「がらんどうの庭」 (会場：富士サルベージ 西埠頭倉庫 / 北海道)
- 山海塾「卵熱」「金柑少年」(会場：世田谷パブリックシアター / 東京)
- 日置あつし舞踊皐月琉球公演「極楽鳥の森-Bird of Paradise-」(会場：銘苅ベース / 沖縄)
- Antibodies Collective 「エントロピーの楽園」(会場：横浜赤レンガ倉庫 / 神奈川)
- Whenever Wherever Festival 2018「病める舞姫をテキストにした公演」(会場：千住BUoY / 日本)
- 山海塾「卵熱」(会場：北九州芸術劇場 / 福岡)

### 2017
- Taja Savina(From Russia)振付「Inner voices of the body」（会場：妙善寺 / 東京）
- ダンスブリッジインターナショナル「MOIRA」（会場：Session House / 東京）
- 山海塾「MEGURI」(会場：新国立劇場 / 東京)
- 山海塾「MEGURI」「金柑少年」「TOBARI」「UTSUSHI」フランス・ジョージア・コロンビア・エクアドルツアー
- Daehang Small Theater Festival 「MOIRA」 （会場：Dream Art Center / 韓国）
- TOBIU CAMP （会場：飛生の森 / 北海道）
- 即興Performance （会場：Kuroda Cafe / 愛媛）
- 写真家 木寺一路 vs 舞踏家 石井則仁 「おどりてとりて」(会場：枝光本町商店街アイアンシアター)
- 山海塾「MEGURI」 （会場：滋賀県立芸術びわ湖ホール / 滋賀）
- Installation Exhibition 「がらんどうの庭」 (会場：池上邸 / 松本)
- Artist in Residence at Sofia Workshop & Performance (会場：ATOM Theater / ブルガリア)
- Dance Comopolitan Performance (会場：妙善寺 / 六本木)
- 「Mr.Nobody's」 九州国際ダンスコンペディション (会場：ミリカローデン那珂川 / 福岡)
- 「Mr.Nobody's」(会場：枝光本町商店街アイアンシアター)
- オムニバス舞踏公演「ハテナ」(会場：枝光本町商店街アイアンシアター)
- 即興公演「摩擦」(会場：Gallery Soap / 福岡)
- 山海塾「TOBARI」（会場：北九州芸術劇場 / 福岡）
- 山海塾「MEGURI」フランス・スイス・スロベニアツアー

### 2016
- 原案：蜷川幸雄 演出：ノゾエ征爾「1万人のゴールド・シアター 金色交響曲 〜わたしのゆめ、きみのゆめ〜」ムーブメント担当（会場：さいたまスーパーアリーナ / 埼玉）
- Seoul International Choreography Festival 2016 Gara 「SAMON」 （会場：Ark劇場 / 韓国）
- 「It's...」（会場 ： ヴィオパーク劇場 / 長野）
- 7th Danczinc festival 「SAMON」 （会場 : / シンガポール）
- 「TELESCORE PROJECT」 Exhibition & Performance （会場：渋谷ヒカリエ aiiima / 東京）
- 「計画的偶発性」（会場：京都アヴァンギルド / 京都）
- スタジオショーイング（会場：東区民文化センター / 広島）
- 枝光まちなか芸術祭「MOIRA」（会場：枝光アイアンシアター / 福岡）
- TOBIU CAMP「神景」（会場：飛生の森 / 北海道）
- NDA International Festival 日韓共同制作作品『The Circulation of Zero』（会場:Sogang University Mary Hall/韓国）
- 黒藤院「輪廻」（会場；黒部市国際文化センターコラーレ / 富山
- 山海塾「MEGURI」「UTSUSHI」ヨーロッパ・ブラジルツアー
- 山海塾「MEGURI」 （会場:エスプラネードシアター / シンガポール）
- 即興公演 「2016年4月このメンバーでパフォーマンスをする」 （会場：Studio Conte / 北海道）
- GOLD EXPERIENCE Project Performance （会場：Sezon Art Gallery / 東京）
- 即興公演「有徴あるいは無徴 vol.4」 （会場：枝光アイアンシアター / 福岡）
- 即興公演「有徴あるいは無徴 vol.3」 （会場：モヒカンポシェット / 熊本）
- 写真展「石井則仁」 （会場：枝光アイアンシアター / 福岡）
- 福岡ダンスフリンジフェスティバル「AFTERGLOW」 （会場：ぽんプラザホール / 福岡）
- 山海塾「金柑少年」 （会場：北九州芸術劇場 / 福岡）
- ダンスがみたい新人シリーズ「石泳ぐ魚」 （会場：日暮里d-倉庫 / 東京）
- 映画『A Short Film About DISTORTION』（監督：笠谷圭見）

### 2015
- 即興公演 （会場：ピカデリーホール / 長野）
- 「MOIRA」 （会場：中野RAFT / 東京）
- Dance Camp Platform 「AFTERGLOW」 （会場：枝光アイアンシアター / 福岡）
- Seoul International Choreography Festival 「AFTERGLOW」 （会場：Ark劇場 / 韓国）
- 山海塾「UMUSUNA」アメリカ・カナダツアー
- Sibu International Dance Festival 舞踏 ワークショップ in マレーシア
- Daegu International Dance Festival 「SAMON」 （韓国）
- 北九州芸術劇場主催ダンスダイブウィーク「不可視の領域 アナザーストーリー」 （会場：北九州まなびとESDステーション / 福岡）
- 黒藤院「偶力の腕」 （会場；黒部市国際文化センターコラーレ / 富山）
- 山海塾「TOBARI」 （会場：まつもと市民芸術館 / 松本）
- 山海塾「UMUSUNA」 （会場：滋賀県立芸術びわ湖ホール / 滋賀）
- 山海塾「UMUSUNA」「KARA・MI」 （会場：世田谷パブリックシアター / 東京）
- Modern Dance Festival 「SAMON」 （会場：Ark劇場 / 韓国）
- 山海塾「MEGURI」 （会場：北九州芸術劇場 / 福岡）
- TPAM「不可視の領域 アナザーストーリー」 （長者町アートプラネット Chapter2 / 神奈川）
- ダンスが見たい新人シリーズ「タイトル未定」 （会場：日暮里d-倉庫 / 東京）

### 2014
- 11月 Tokyo Experimental Festival 宇都 縁「suite for senses」 （会場:両国門天ホール / 東京）
- 枝光まちなか芸術祭「移ろいゆく街」 （会場：枝光アイアンシアター / 福岡）
- 東アジア文化都市2014横浜 BankART Life4 東アジアの夢「不可視の領域」 （会場：BankART 1929 / 神奈川）
- 即興公演「有徴あるいは無徴 vol.2」 （会場：冷泉荘 / 福岡）
- ICiT ダンス作品集2 「タイトル未定」 （会場：中野RAFT / 東京）
- 勝手に来やがれ 踊る商店街「移ろいゆく街」 （会場：枝光アイアンシアター / 福岡）
- 即興公演「有徴あるいは無徴 vol.1」 （会場：Art Space Tetra / 福岡）
- JAPAN DANCE WEEK “Nights of the Rising Sun”「SAMON」（会場；Suzanne Dellal Centre/イスラエル）
- Exchengeing Contemporary Art Party （会場：SAI / 韓国）
- INSPIRED BY ART BRUT JAPONAIS （会場：熊本市現代美術館 / 熊本）
- 山海塾「UTSUSHI」インドツアー
- 山海塾「KAGEMI」北九州公演 （会場：北九州芸術劇場 / 福岡）
- 山海塾「KAGEMI」シンガポール公演 （会場:エスプラネードシアター / シンガポール）
- 山海塾「UTSUSHI」「UMUSUNA」フランスツアー
- 山海塾「UMUSUNA」「TOBARI」「UTSUSHI」スウェーデン・スイス・イタリア・ベルギー・イスラエルツアー
- ICiT ダンス作品集1 「タイトル未定」 （会場：中野RAFT / 東京）

### 2013
- Link Project「身毒丸」 （会場：日暮里d-倉庫 / 東京）
- Seoul International Choreography Festival 「SAMON」 （会場：Ark劇場 / 韓国）
- Gwang Jin International Summer Dance Festival「SAMON」 （会場：Donseoul Art Hall / 韓国）
- Incheon Yeonsu International Dance Festival 「SAMON」 （韓国）
- 福岡ダンスフリンジフェスティバル「タナトスの声を聞け!!」 （会場：ぽんプラザホール / 福岡）
- 山海塾「UMUSUNA」 （会場：北九州芸術劇場 / 福岡）
- 山海塾「UMUSUNA」「TOBARI」フランスツアー
- 山海塾「KARA・MI」「UMUSUNA」「UTSUSHI」「TOBARI」日本ツアー （東京・高知・広島・小平・相模原・びわ湖・新潟）
- 山海塾メキシコ公演
- 山海塾ブラジルツアー
- ダンスが見たい新人シリーズ「SHIGUREDOKI」 （会場：日暮里d-倉庫 / 東京）

### 2012
- 福岡ダンスフリンジフェスティバル「SAMON」 （会場：大博多ホール / 福岡）
- 山海塾「UTSUSHI」北九州公演 （会場：北九州芸術劇場 / 福岡）
- 山海塾「TOBARI」ロシアツアー
- 山海塾「UMUSUNA」「TOBARI」フランス・ハンガリー・スウェーデン・スロベニアツアー
- 山海塾「TOBARI」 （会場:エスプラネードシアター / シンガポール）
- 即興公演「肉祭」 （会場：テルプシコール / 東京）
- オムニバス公演「bud」 （会場：日暮里d-倉庫 / 東京）
- ダンスが見たい新人シリーズ「タナトスの声を聞け!!」 （会場：日暮里d-倉庫 / 東京）
- JTAN FESTIVAL 2012 「机上の空論」「SAMON -Marici-」 （会場：神楽坂 die pratze）

### 2010
- 舞踏カンパニー 山海塾 所属